# Miguel Soares (cầu thủ bóng đá Đông Timor)
Miguel Santos Soares hay còn được biết đến với cái tên Migi (sinh ngày 4 tháng 7 năm 1984) là một cầu thủ bóng đá người Đông Timor hiện đang thi đấu ở vị trí hậu vệ cho Đội tuyển bóng đá quốc gia Đông Timor.